# Associazione dei Giornalisti Cinematografici di Spagna
L'Associazione dei Giornalisti Cinematografici di Spagna (AICE) è un'associazione di giornalisti che si occupano dell'industria del cinema e delle serie televisive in Spagna. 
L'associazione è stata fondata nel 2013 con l'obiettivo di unire il gremio di critici e informatori spagnoli di cinema e serie. Organizza i premi Feroz, considerati il precursore dei premi Goya.
Inoltre, i soci di AICE assegnano il Premio Feroz Zinemaldia al Festival Internazionale del Cinema di San Sebastián, il Premio Feroz Puerta Oscura al Festival di Malaga e il Premio Feroz Cinema Jove al miglior cortometraggio all'interno del festival omonimo.
Organizzano anche:
- Il festival di cinema e serie LO QUE VIENE in Ribera de Navarra, dal 2018, un incontro tra la stampa specializzata e rinomati operatori del settore audiovisivo.
- Il campus estivo LA INMORTAL presso la Filmoteca di Saragozza (nel 2021, 2022 e 2023), una settimana intera di corsi, laboratori e proiezioni speciali alla cui presenza partecipano importanti professionisti della comunicazione e dell'audiovisivo.

## Storia e obiettivi
La fondazione dell'associazione nel 2013 ha come obiettivo l'unione di critici e informatori senza alcuna distinzione, sia che essi operino nei media tradizionali che in quelli elettronici, indipendentemente dal luogo in cui sono radicati, dal mezzo con cui svolgono il loro lavoro e dalla tipologia contrattuale a cui sono sottoposti.
Il principale e più importante proposito dell'associazione è l'organizzazione annuale dei Premi Feroz, oltre all'assegnazione di diversi riconoscimenti, come il Feroz Zinemaldia al miglior film nella sezione ufficiale del Festival Internazionale del Cinema di San Sebastián e il Feroz Puerta Oscura al miglior lungometraggio nella sezione documentari del Festival di Cinema in Spagnolo di Málaga.
L'associazione si avvale di due commissioni specializzate: la Commissione Professionale, che si occupa delle esigenze del settore e assiste i suoi membri, e la Commissione per la Formazione, che offre diverse opportunità formative agli associati.

## Creazione dei Premi Feroz
Uno degli scopi principali dell'associazione è l'organizzazione annuale dei Premi Feroz, riconoscimenti cinematografici volti a premiare il merito e la qualità delle produzioni filmiche spagnole. La prima edizione della cerimonia si tenne il 27 gennaio 2014, comprendendo 13 categorie; nella quarta edizione furono poi introdotte 6 nuove categorie dedicate anche alle serie televisive.
Questi premi sono ritenuti la vetrina preliminare dei Premi Goya della Accademia del Cinema e, fin dal loro esordio, sono stati paragonati alla cerimonia statunitense dei Golden Globe.